# 巴西航空工業EMB 120
EMB-120（英語：Embraer-120）是由巴西航空工業研發的雙引擎螺旋槳飛機，最高載客量達30人，是巴西航空工業最成功的螺旋槳飛機。

## 發展
基於EMB-110的成功及30席支線客機需求的增長，使巴西航空工業在1979年9月正式展開EMB-120巴西利亞的研發。EMB-120計劃名稱為EMB-12X，是一款雙引擎、T型尾翼及圓型機身的渦漿飛機，後來這設計應用為EMB-121，一款小型高速商務客機。巴西航空工業最初提議一款20席名為EMB-120阿拉瓜亞，以及一款較細小的EMB-123塔帕若斯，可是航空公司一致認為飛機太細小，於是巴西航空工業改為提出一款30席的EMB-120巴西利亞。新飛機採用低翼設計，機身採用半硬殼設計，機翼、襟翼、垂直尾翼、水平尾翼、機鼻和機尾採用少量複合材料構造。發動機由普惠公司提供，採用四葉片的PW115，達1,500軸馬力；駕駛艙航電由羅克韋爾·柯林斯公司提供；客艙採位2+1座位排列設計，載客量為30人。
EMB-120原型機在1983年7月27日首飛，於1985年5月10日取得巴西當局的適航證書，並於7月9日取得美國聯邦航空局的適航證書，10月投入服務，首個客戶是大西洋東南航空。
EMB-120早期型的最大起飛重量為10,800磅，1986年推出的EMB-120RT（RT即Reduced Take-off，即減輕起飛重量）採用1,800軸馬力的PW118引擎，最大起飛重量由發動機轉換關係而增至11,500磅，而最高巡航速度亦有所增加，此款式成為航空公司主要採購的型號。同年巴西航空工業公司亦交付了一個EMB-120商務專機給美國聯合技術公司，載客量為18人。1987年，推出了高熱性能的EMB-120，採用PW118A引擎，大量採用複合材料，使空機重量減至858磅。在1992年推出的EMB-120ER，增加了最大起飛重量達26,433磅，航程亦有所增加，達1,428公里，同時乘客行李最大重量亦相應而提高。首個EMB-120ER在1993年5月交付給天西航空。巴西航空工業提供翻新服務給航空公司，把舊式EMB-120翻新為EMB-120ER。EMB-120亦設有貨機型機，包括以EMB-120ER為基礎的全貨機型EMB-120C、能載19人的客貨混合型EMB-120 Combi及能在40分鐘內客貨機轉換的EMB-120QC。
1999年6月巴西航空工業交付了350架EMB-120，當時共有13個國家32家航空公司使用該機型。後來巴西航空工業更以EMB-120為基礎發展一款支線客機ERJ-145系列。

## 型號
- EMB-120：基本型
- EMB-120ER：基本型的加大航程型
- EMB-120FC：貨運型
- EMB-120QC：客貨轉變型
- EMB-120RT：早期改良型
- VC-97：巴西空軍的VIP飛機

## 性能（EMB 120ER）

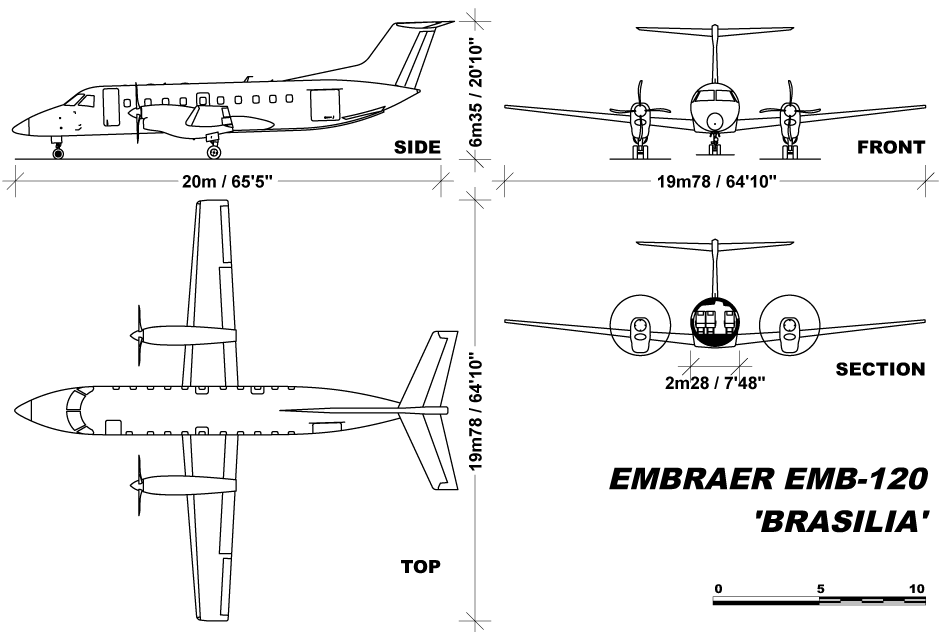
EMB-120

- 載客量：30人
- 長度：20米
- 翼展：19.78米
- 高度：6.35米
- 空重：16,711磅
- 最大起飛重量：26,433磅
- 巡航速度：555公里
- 航程：1,428公里
- 實用升限：9,756米